# Chiesa cattolica a Grenada
La Chiesa cattolica a Grenada è parte della Chiesa cattolica in comunione con il vescovo di Roma, il papa.

## Organizzazione territoriale
L'unica circoscrizione ecclesiastica presente nello stato insulare è la diocesi di Saint George's a Grenada suffraganea dell'arcidiocesi di Castries.
La popolazione cattolica è superiore al 50% della popolazione totale del Paese.
I vescovi di Grenada fanno parte della Conferenza episcopale delle Antille.

## Nunziatura apostolica
La nunziatura apostolica di Grenada è stata istituita il 17 febbraio 1979 con il breve Cum publicae necessitudinis di papa Giovanni Paolo II, separandola dalla delegazione apostolica nelle Antille. Il nunzio risiede a Port of Spain, a Trinidad e Tobago.

### Nunzi apostolici
- Manuel Monteiro de Castro (30 aprile 1985 - 21 agosto 1990 nominato nunzio apostolico in Honduras e El Salvador)
- Eugenio Sbarbaro (7 febbraio 1991 - 26 aprile 2000 nominato nunzio apostolico in Serbia e Montenegro)
- Emil Paul Tscherrig (8 luglio 2000 - 22 maggio 2004 nominato nunzio apostolico in Corea)
- Thomas Edward Gullickson (20 dicembre 2004 - 21 maggio 2011 nominato nunzio apostolico in Ucraina)
- Nicola Girasoli (29 ottobre 2011 - 16 giugno 2017 nominato nunzio apostolico in Perù)
- Fortunatus Nwachukwu (27 febbraio 2018 - 17 dicembre 2021 nominato osservatore permanente della Santa Sede presso l'Ufficio delle Nazioni Unite ed Istituzioni specializzate a Ginevra e l'Organizzazione mondiale del commercio e rappresentante della Santa Sede presso l'Organizzazione internazionale per le migrazioni)
- Santiago De Wit Guzmán, dal 30 luglio 2022